# Teroristički napad u Berlinu 2016.
Teroristički napad u Berlinu dogodio se 19. prosinca 2016. godine. Meta napada bili su civili, a oružje napada bilo je motorno vozilo marke Scania. Napad se dogodio tijekom božićnog sajma na velikom trgu Breitscheidplatz. Islamska država preuzela je odgovornost za napad. Ukupno je poginulo 12 osoba dok je 56 ozlijeđeno.

## Pozadina
Teroristički napad dogodio se u vrijeme najviše aktivnosti islamističkih terorističkih skupina na području Europe, za vrijeme takozvanog "Vala terora u Europi". Prije ovoga napada, tijekom 2016. na području Njemačke i susjedne Belgije i Francuske dogodilo se nekoliko terorističkih napada koje su izvršili borci tzv. Islamske države. Neki od tih napada, poput napada u Nici u srpnju 2016., izvšeni su na isti način, zabijanjem teretnim vozilom (kamionom) u civile.
Prvi u nizu prethodnih napada dogodio se 22. ožujka u Bruxellesu, kada su tri bombaša samoubojice u koordiniranom napadu aktivirali bombe na raznim prometnim mjestima u gradu. Dvojica su s raznijela u zračnoj luci, a treći u podzemnoj željeznici, prilikom čega je ukupno poginulo 35 civila. Nakon četiri mjeseca zatišja, na Francuski državni praznik (14. srpnja), tuniški borac je vozeći kamion usmrtio 86 ljudi na šetnici u Nici. Samo četiri dana kasnije, u njemačkom gradu Würzburgu na sjeveru Bavarske, afganistanski je državljanin i tražitelj izbjegličkog azila tijekom vožnje u putničkom željezničkom vagonu nožem usmrtio jednu, i teže ranio pet osoba.
Napadi na njemačkom tlu tu nisu prestajali; šest dana kasnije, sirijski izbjeglica raznio se bombom na glazbenom festivalu u Ansbachu i pritom teže ranio 15 posjetitelja. Nakon spomenutih napada u Njemačkoj i susjednim zemljama pojačane su mjere sigurnosti, ali islamski teroristi su svega dva dana kasnije upali u katoličku crkvu u malom normandijskom gradiću Saint-Étienne-du-Rouvrayu za vrijeme mise i ubili svećenika. U listopadu, studenom i prosincu 2016., u tri njemačka grada: Ludwigshafenu, Düsseldorfu i Chemnitzu, sirijski i irački izbjeglice pokušali su detonirati bombe oko trgovačkih centara ili na gradskim trgovima, zbog čega su u Njemačkoj bile ponovno pojačane mjere sigurnosti.

## Tijek napada

### Otmica motornog vozila
Motorno vozilo kojim je počinjen teroristički napad (Scania R 450) izvorno je bilo u vlasništvu poljske tvrtke koja se bavi špedicijom (poljski: Usługi Transportowe). Ruta kamiona bila je Torino - Berlin, a tvrtka je vozača (Łukasz Robert Urban) zadnji put kontaktirala između 15:00 i 16:00 sati po lokalnom vremenu. Od 16:00 sati po lokalnom vremenu, obitelj i tvrtka nisu uspjeli kontaktirati vozača, pa su zbog lokacije vozila koje je pokazivao GPS sustav posumnjali u otmicu. Vjeruje se kako je vozač ubijen od strane napadača.

### Napad
Nakon što je oteo motorno vozilo, napadač je odvozio jedan krug oko trga (vjerojatno da postigne što veću brzinu) te je potom nasrnuo na civile. Distanca koju je napadač prošao ubijajući i ranjavajući civile bila je otprilike 50 - 80 metara. Nakon napada nekoliko svjedoka vidjelo je napadača kako izlazi iz kamiona te napušta mjesto događaja.

## Istraga
Policija i javni tužitelj kvalificiraju ovaj akt kao teroristički napad.  Prvobitni osumnjičeni za kojeg se vjerovalo da je kobne večeri vozio morotno vozilo kojim je počinjen napad bio je 23-ogodišnji pakistanac. Prilikom uhićenja poricao je svaku umješanost u kazneno djelo, te je nakon završenog kriminalističkog intervjua i istrage pušten zbog nedostatka dokaza koji bi ga povezali s terorističkim napadom. 
21. prosinca, dva dana nakon terorističkog napada, istražitelji su u kamionu (ispod vozačeva sjedala) pronašli dokumente koji su pripadali tunižaninu pod imenom Anis Amri. Nakon toga, Amri je kvalificiran kao glavni osumnjičeni za napad te su vlasti svim snagama tragale za njim. Tunižanin je povezan sa selefističkim organzacijama i čelijama diljem Italije i Njemačke od kojih su neke aktivno radile kao regrutacijski centri Islamske države. Amri je iza sebe imao kriminalnu prošlost, a vjeruje se kako je radikaliziran tijekom boravka u talijanskom zatvoru. U Tunisu je u odsutnosti osuđen na pet godina zatvora zbog nasilne krađe, a prije toga je nekoliko puta uhićen zbog korištenja droge i nedozvoljenih sredstava. Tijekom svog boravka u Njemačkoj bio je akter nekoliko tučnjava, dilanja drogom i napada hladnim oružjem, no nikad nije pravno procesuiran. 23. prosinca, oko 3:00 sati po lokalnom vremenu, Anis Amri ubijen je u razmjeni vatre s pripadnicima talijanske policije ispred željezničkog kolodvora San Giovanni pokraj Milana. Daljnja istraga pokazala je da otisci prstiju pronađeni u vozilu s kojim je počinjen napad pripadaju upravo Amriju.